# 仙台市民会館

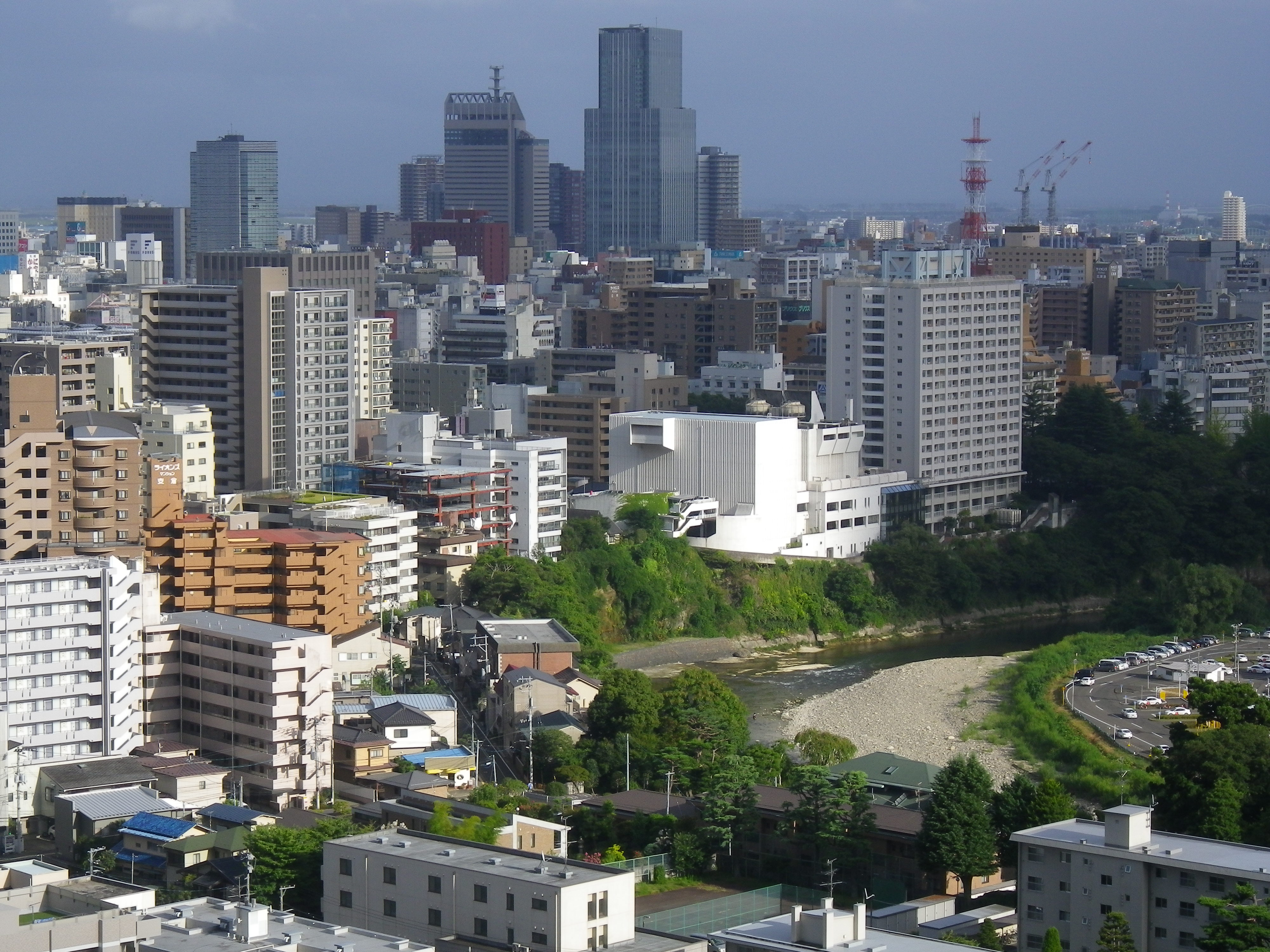
北西側（広瀬川側）から見た仙台市民会館（2012年9月）。写真の中心で、光が当たって白く浮き上がって見えている5階建て建物が仙台市民会館（ホール棟）。その右側の仙台桜ヶ岡団地（17階建て）の地下1階から地上2階部分も仙台市民会館の一部（会議室・展示室などが入る）。その左側に駐車場棟が一部見える。

仙台市民会館（せんだいしみんかいかん）は、宮城県仙台市青葉区桜ケ岡公園にある、コンサートホール・会議室・展示室などの複合施設である。市民からは「市民会館」と省略されて呼ばれている。
東北インテリジェント通信（TOHKnet）が命名権を取得しており2017年（平成29年）4月より「トークネットホール仙台」という愛称を持っている。

## 概要
仙台市民会館の歴史は、桜ヶ岡公園（現西公園）にあった料亭「挹翠館」（ゆうすいかん）を市が1909年（明治42年）に買収し、「仙台市公会堂」としたことから始まる。その後、西公園の中で移転・新築を繰り返して現在に至る。座敷しかない料亭が市の公会堂に転用できたのは、当時の仙台において集会は椅子席ではなく座敷席で行われるのが一般的であったためと考えられる。仙台市公会堂は1916年（大正5年）5月に擬洋風建築に建て替えられるが、民間では1932年（昭和7年）12月開館の「仙台日活館」が仙台初の椅子席劇場とされる。
現在の市民会館は、西を広瀬川、南を西公園、東を西公園通に囲まれており、入口前の広場は定禅寺通の西端に位置するなど、仙台市を代表する景観に隣接する。施設は、都市基盤整備公団が整備した17階建ての仙台桜ヶ岡団地の地下1階から地上2階部分（会議室や展示室などが入る）と、それに連結する5階建て相当の建物（ホールが入る）、および、駐車場棟からなる。便宜上、地下階も存在するが、同館の西側は広瀬川の六兵衛淵に面する段丘崖上にあり、地下階でも西側の窓から採光が可能となっている。また、西窓からは青葉山や広瀬川も眺められる。
館内最大の施設は大ホール（1265席）であり、東京エレクトロンホール宮城等と並び、仙台市を代表するコンサートホールの1つとなっている。館内にはその他に会議室や展示室などの施設もあり、仙台市戦災復興記念館（青葉区）、広瀬文化センター（青葉区・旧宮城町地区）、若林区文化センター（若林区）、太白区文化センター（たいはっくる。太白区）、泉文化創造センター（イズミティ21。泉区）と共に、「区文化拠点施設」の1つとして位置づけられている。
2020年11月、仙台市は老朽化のため仙台市民会館を将来的に廃止する方針を固めた。旧耐震基準の建物でホールからの音や振動が漏れるため大小のホールが同時に利用できないなどの問題があるが多額の改修費用がかかること、「広瀬川の清流を守る条例」に基づく高さ規制があることなどから建て替えは困難と判断された。

## 施設
エントランス前の広場は、南側の約2/3が都市基盤整備公団が整備した仙台桜ヶ岡団地に所属している「避難広場」であり、北側の約1/3が市民会館に所属している。両者の間は植栽で区切られ、舗装も異なる。

### ホール
2階・1階
- 大ホール（1階967席、2階298席、合計1265席。803m2）

地下1階
- 小ホール（500席。370m2）
- 展示室（300～500名収容可。491m2）

### 会議室
2階
- 第7会議室
- 第6会議室
- 第5会議室
- 第4会議室
- 第3会議室

1階
- 第2会議室
- 第1会議室

地下1階
- 特別会議室

### 応接室
1階
- 特別応接室
- 応接室

### その他
2階
- 和室1（30畳）
- 和室2（30畳）

地下1階
- 第1教養室（音楽室）
- 第2教養室（美術室）
- 視聴覚室（飲食不可）
- 調理実習室

## 沿革
西公園 (仙台市)も参照
前史
- 1875年（明治8年）6月20日 桜ヶ岡公園（現西公園の南半分）が開園。
- 1886年（明治19年） 木造二階建ての料亭「挹翠館」（ゆうすいかん）が桜ヶ岡公園内に開業（北緯38度15分33秒 東経140度51分44.5秒 / 北緯38.25917度 東経140.862361度。写真など）。

「仙台市公会堂」時代
- 1909年（明治42年）5月18日 「挹翠館」を市が買収して仙台市公会堂とする。
- 1916年（大正5年）5月 仙台市公会堂の脇に擬洋風建築の公会堂を新築（北緯38度15分33.3秒 東経140度51分47.2秒 / 北緯38.259250度 東経140.863111度。写真）。
- 1922年（大正11年）12月3日 アルベルト・アインシュタインが講演を行った（→参照）。
- 1945年（昭和20年）7月10日 仙台空襲で焼失。
- 1949年（昭和24年） 建築設計競技実施。
- 1950年（昭和25年）12月 西公園の北端に新築移転（北緯38度15分53.7秒 東経140度51分47.3秒 / 北緯38.264917度 東経140.863139度。写真など）。延床面積は3000m2で、1500人収容の大ホール1つ、中庭などを擁した。移転前の跡地は初代仙台市天文台となった。

「仙台市民会館」時代
- 1973年（昭和48年）11月 同地で大ホール1310席、小ホール500席を擁する複合施設として新築し、仙台市民会館となる（現在の建物。北緯38度15分55秒 東経140度51分46.5秒 / 北緯38.26528度 東経140.862917度）。管理上、西公園内ではなくなるが、住所は桜ヶ岡公園のままとなる。
- 1974年（昭和49年）5月 仙台桜ヶ岡団地完成。
- 2008年（平成20年）7月～2009年（平成21年）2月 耐震工事のため、大・小ホールが利用不可となり、その他の諸施設も利用が制限された[5]。
- 2009年（平成21年） 開館100周年。
- 2011年（平成23年）
  - 3月11日 東北地方太平洋沖地震（東日本大震災）で被災し、全館で休館。
  - 5月10日 視聴覚室、調理実習室、第1･第2教養室、第1～第7会議室、特別会議室、和室(2)の利用再開（大ホール、小ホール、展示室、和室(1)の利用停止は続いた）[6][7]。
  - 5月18日 展示室の利用再開[6]。
  - 6月6日 小ホール、楽屋、主催者準備室の利用再開[6]。
  - 8月29日 仙台国際音楽コンクールボランティアプロジェクトVol.15「仙台国際音楽コンクール優勝者による 復興の調べヴァイオリンコンサート ～presented by 復刻の音色～」を1階ロビーにて鑑賞無料で開催[6][8]。
  - 9月28日 大ホールの利用再開により、全館再開となった[6][9]。
- 2017年（平成29年）
  - 2月9日 - 命名権の優先交渉権を東北インテリジェント通信（TOHKnet）が獲得した事を発表[10]。
  - 4月1日 - 東北インテリジェント通信と3年間の命名権契約を締結し、愛称が「トークネットホール仙台」になる[11]。

## 利用者数・決算
仙台市に提出された指定管理者評価シートに記載されているデータによると、近年の利用者数は年間33万人～35万人程度である。
|          |                | 2005年度    | 2006年度    | 2007年度    |
| -------- | -------------- | ----------- | ----------- | ----------- |
| 利用者数 | 利用者数       | 346,400人   | 328,176人   | 329,796人   |
| 市の支出 | 指定管理者費用 | 2億2227万円 | 2億2157万円 | 2億2177万円 |
| 市の支出 | その他         | 310万円     | 125万円     | 268万円     |
| 市の収入 | 使用料         | 8832万円    | 9439万円    | 8523万円    |
| 市の収入 | その他         | 72万円      | 72万円      | 72万円      |

## アクセス
- 仙台市地下鉄南北線：勾当台公園駅「公園2番」出口から徒歩10分。
- 仙台市地下鉄東西線：大町西公園駅「西1番」出口から徒歩10分。
- 仙台市営バス：仙台市民会館前バス停下車。
- 駐車場：35台。100円/30分（8:30-22:00）